# Dubčany
Dubčany (en allemand : Dubtschan) est une commune du district et de la région d'Olomouc, en République tchèque. Sa population s'élevait à 277 habitants en 2023.

## Géographie
Dubčany se trouve à 6 km au sud de Litovel, à 14 km au nord-ouest d'Olomouc, à 88 km à l'ouest-sud-ouest d'Ostrava et à 196 km à l'est-sud-est de Prague.
La commune est limitée par Cholina au nord-ouest, par Litovel au nord-est, par Náklo à l'est, et par Senice na Hané au sud et au sud-ouest.

## Histoire
La première mention écrite de la localité date de 1342.

## Galerie

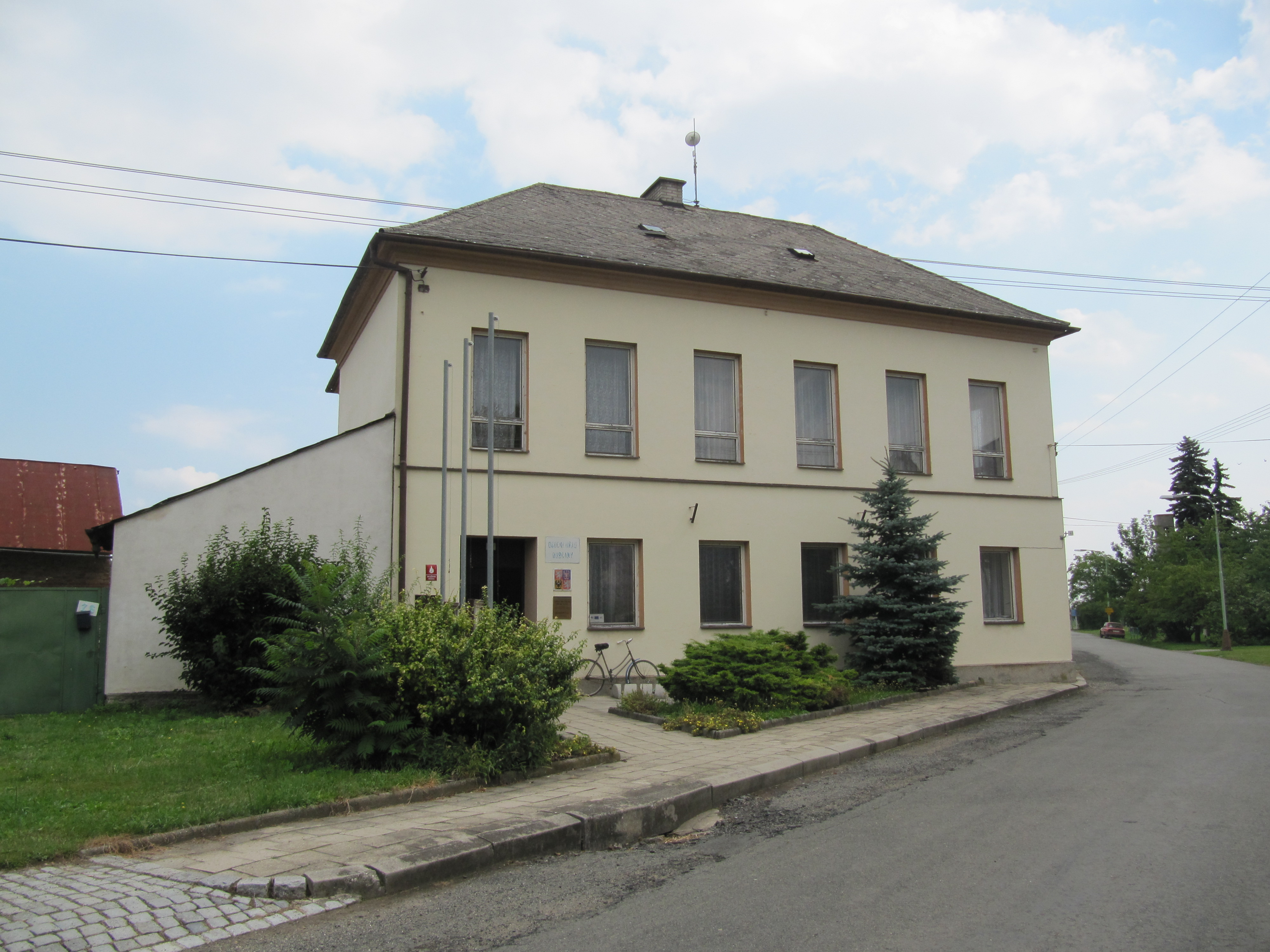
Dubčany : la mairie.
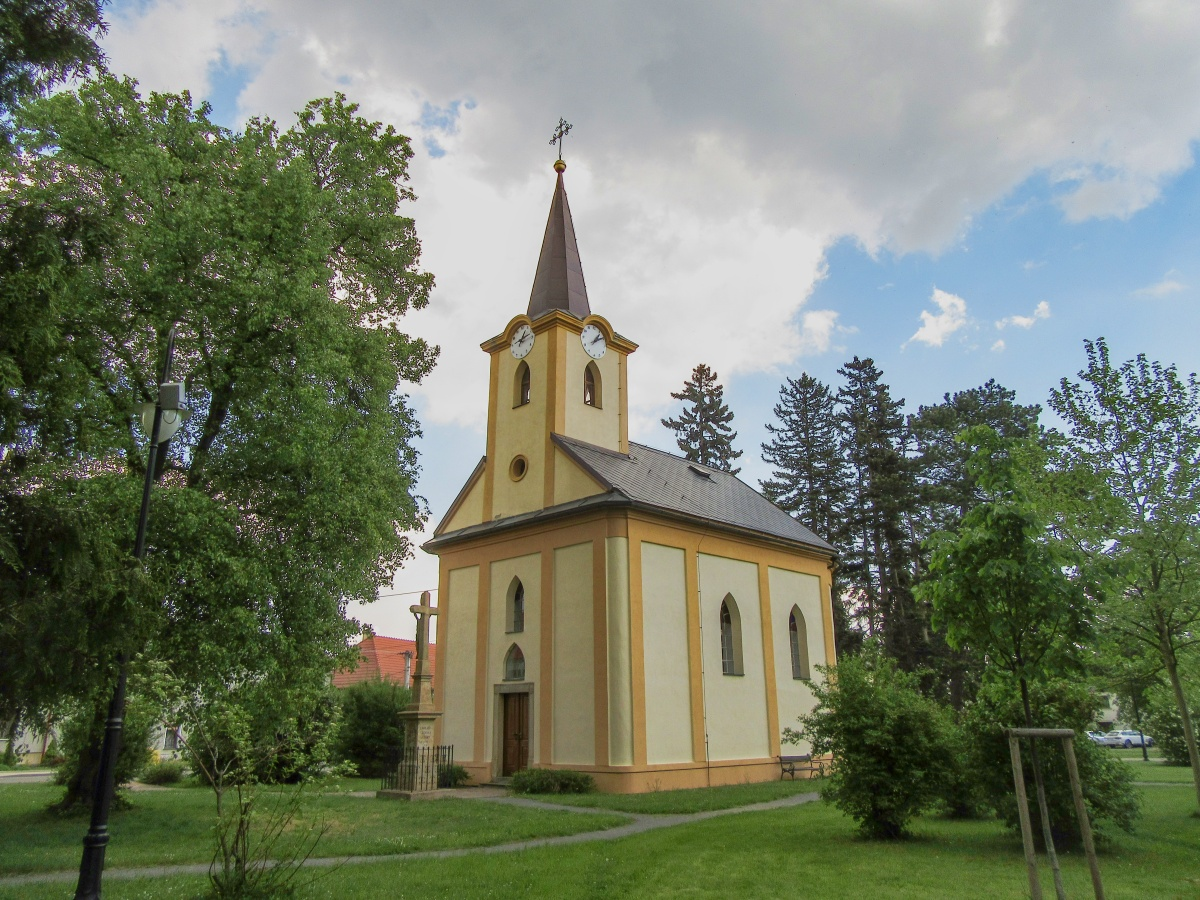
Chapelle Saint-Isidore.

## Transports
Par la route, Dubčany se trouve à 8,7 km de Litovel, à 16 km d'Olomouc et à 233 km de Prague.